# Herbal Essences
Herbal Essences — торговая марка средств по уходу за волосами производства компании Procter & Gamble. Основана в 1971 году. Существует 29 коллекций различных средств по уходу за волосами, каждая из которых предназначена для того, чтобы оказывать различное воздействие на волосы пользователя.

## История
Шампунь Herbal Essence был представлен в 1971 году компанией Clairol. На бутылке оригинального шампуня Herbal Essence имеется мультяшное изображение девочки-природы в бассейне на передней этикетке. Первоначально цвет шампуня был зелёным, и его было видно через прозрачную пластиковую бутылку. В 1997 году продукты Herbal Essences были представлены в Великобритании и на других рынках.
В 2001 году бренд Herbal Essences был продан компании Procter & Gamble. По словам председателя и генерального директора А. Г. Лафли, компания находилась в «долгосрочном упадке». В настоящее время шампуни и кондиционеры Herbal Essences характеризуются как не содержащие парабенов, глютена и сульфатов.
Торговая марка Herbal Essences разрабатывает устойчивые стратегии сотрудничества с окружающей средой. Сотрудничество было со Всемирным фондом дикой природы Канады для совместной работы по посадке местных растений, которые привлекают опылителей, обновляют среду обитания диких животных в Канаде и создают здоровые, биоразнообразные ландшафты, более устойчивые к изменению климата. В 2016 году в рамках программы устойчивого развития Herbal Essences начались закупки сертифицированных кредитов на возобновляемую электроэнергию, которые поступают от ветряных мельниц, для завода в Айова-Сити.
В 2021 году компания Procter & Gamble отозвала около 30 своих продуктов для волос, в том числе Herbal Essences, после обнаружения небольшого количества канцерогена бензола.